# Меч (фильм, 1964)
«Меч» (яп. 剣 Ken) — фильм режиссёра Кэндзи Мисуми по произведениям Юкио Мисимы. Считается[кем?] одним из лучших фильмов режиссёра, выражающим его эстетическую концепцию.

## Сюжет
Действие происходит в клубе кэндо в одном из университетов Токио. Дзиро Кокубу (Райдзо Итикава) выделяется среди других учеников клуба своей техникой и фанатическим стремлением к совершенству. Он назначен старшим учеником (сэмпаем) и руководит подготовкой клуба к национальному чемпионату по кэндо. Почти равен ему по мастерству Кагава (Хисая Морисигэ). Он стремится сравняться с Кокубу в мастерстве, либо каким-то образом эмоционально его расшатать, чтобы сбить его настрой на достижение идеала. Подруга Кагавы Юки (Норико Сенгоку) чтобы ему помочь, неудачно пытается соблазнить Кокубу, но сама влюбляется в него.
Стремления Кокубу не понятны окружающим и даже его отцу. Он избегает вечеринок и любых отношений с девушками, и сосредоточен на кэндо. Стремясь достичь совершенства, он проводит излишне изнурительные тренировки и применяет унизительные наказания для тех, кто нарушает дисциплину и создаёт угрозу для будущего успеха команды. Наказанными оказываются Кагава и младший ученик Мибу, который предан Кокубу и старается во всём подражать ему.
Перед чемпионатом вся команда клуба отправляется под руководством Кокубу для углубленной тренировки (кэнсю) из Токио на некий отдалённый остров. Кокубу доводит учеников до крайнего истощения. Юки приезжает к нему, но Кокубу резко настаивает, чтобы она уехала. В тот день, когда мастер и руководитель клуба прибывает на остров для проверки подготовки команды и окончания 10-дневной углубенной тренировки, Кагава, пользуясь отсутствием Кокубу, «подбивает» всех нарушить запрет на купание и убежать купаться в море. Только Мибу отказывается нарушить запрет. Однако, когда мастер в сопровождении Кокубу и других сэмпаев прибывает раньше ожидаемого и ученики оказываются застигнуты врасплох, он встаёт в их ряды, чтобы не унизиться в глазах других своим «рабским» послушанием Кокубу. Не выдержав стыда, что он не справился со своей задачей руководителя и не смог сохранить чистоту намерения, Кокубу совершает самоубийство.

## В ролях
- Райдзо Итикава — Дзиро Кокубу
- Юсукэ Кавадзу — Кагава
- Акио Хасэгава — Мибу
- Норико Сэнгоку — Киути
- Кэйдзю Кобаяси — Эри Итами
- Юка Конно — Сигэко Фудзисиро
- Дзюнко Кодзакура — Санаэ Мибу
- Ёсио Инаба — Сэиитиро Кокубу
- Риэко Суми — Хироко Кокубун

## Интересные факты
- В фильме упоминается 10 глава знаменитого трактата о самурайской этике «Хагакурэ». Этот старинный трактат имел особое значение для Юкио Мисимы.